# Copa FA de China 2021
La Copa FA de China 2021 (Chino: 燕京啤酒2021中国足球协会杯) fue la 23.ª edición de esta competición anual de la Copa de China de fútbol. Inició el 1 de julio de 2021 con la primera ronda y finalizó el 9 de enero de 2022 en el Fenghuangshan Football Stadium de Chengdu. El campeón fue Shandong Taishan, que ganó su séptimo título de copa y el segundo consecutivo; también participó en la Liga de Campeones de la AFC 2022.

## Calendario
El calendario fue anunciado el 20 de julio de 2021.
| Etapa            | Fechas                    | Número de equipos participantes | Clubes entrantes en esta ronda                                                                 |
| ---------------- | ------------------------- | ------------------------------- | ---------------------------------------------------------------------------------------------- |
| Primera ronda    | 31 de julio y 1 de agosto | 24 → 12                         | - 24: equipos de la China League Two 2021                                                      |
| Segunda ronda    | 3 y 4 de agosto           | 12 → 6                          |                                                                                                |
| Tercera ronda    | 18 al 20 de agosto        | 18 → 9                          | - 18: equipos de la China League One 2021                                                      |
| Cuarta ronda     | 13 y 14 de octubre        | 32 (6+9+16+1) → 16              | - 16: equipos de la Superliga de China 2021 - 1: mejor equipo de la Liga de Campeones de China |
| Octavos de final | 18 y 19 de octubre        | 16 → 8                          |                                                                                                |
| Cuartos de final | 23 al 29 de octubre       | 8 → 4                           |                                                                                                |
| Semifinales      | 2 al 7 de noviembre       | 4 → 2                           |                                                                                                |
| Final            | 9 de enero de 2022        | 2 → 1                           |                                                                                                |

## Primera ronda
| Equipo 1                   | Resultado    | Equipo 2                 |
| -------------------------- | ------------ | ------------------------ |
| Hebei Kungfu               | 1–1 (6–5 p.) | Zhejiang Yiteng          |
| Xi'an Wolves               | 4–1          | Shanxi Longjin           |
| Qingdao Jonoon             | 1–3          | Shaanxi Warriors Beyond  |
| Kunming Zheng He Shipman   | 5–2          | Dongguan United          |
| Hunan Billows              | 0–4          | Sichuan Minzu            |
| Yanbian Longding           | 1–3          | Shanghai Jiading Huilong |
| Inner Mongolia Caoshangfei | 1–1 (2–3 p.) | Guangxi Pingguo Haliao   |
| Hubei Istar                | 2–4          | Dandong Tengyue          |
| China sub-20               | 6–0          | Hebei Zhuoao             |
| Yichun Grand Tiger         | 1–4          | Wuxi Wugou               |
| Qingdao Youth Island       | 1–0          | Quanzhou Yassin          |
| Xiamen Egret Island        | 3–0          | Qingdao Red Lions        |

## Segunda ronda
| Equipo 1                | Resultado    | Equipo 2                 |
| ----------------------- | ------------ | ------------------------ |
| Hebei Kungfu            | 2–5          | Xi'an Wolves             |
| Shaanxi Warriors Beyond | 4–1          | Kunming Zheng He Shipman |
| Sichuan Minzu           | 2–0          | Shanghai Jiading Huilong |
| Guangxi Pingguo Haliao  | 1–1 (2–4 p.) | Dandong Tengyue          |
| China sub-20            | 2–0          | Wuxi Wugou               |
| Qingdao Youth Island    | 3–0          | Xiamen Egret Island      |

## Tercera ronda
| Equipo 1                  | Resultado    | Equipo 2                 |
| ------------------------- | ------------ | ------------------------ |
| Zhejiang Professional     | 0–0 (3–1 p.) | Beijing BIT              |
| Nantong Zhiyun            | 3–0          | Heilongjiang Lava Spring |
| Meizhou Hakka             | 0–1          | Beijing BSU              |
| Suzhou Dongwu             | 0–1          | Chengdu Rongcheng        |
| Jiangxi Beidamen          | 0–2          | Wuhan Three Towns        |
| Xinjiang Tianshan Leopard | 1–4          | Zibo Cuju                |
| Shaanxi Chang'an Athletic | 1–0          | Guizhou                  |
| Kunshan                   | 4–1          | Shenyang Urban           |
| Sichuan Jiuniu            | 2–1          | Nanjing City             |

## Cuarta ronda
| Equipo 1                      | Resultado    | Equipo 2                  |
| ----------------------------- | ------------ | ------------------------- |
| Shenzhen                      | 7–0          | Shaanxi Warriors Beyond   |
| Guangzhou                     | 0–1          | Qingdao Youth Island      |
| Tianjin Jinmen Tiger          | 3–0          | Beijing BSU               |
| Chongqing Liangjiang Athletic | 2–0          | Wuhan Three Towns         |
| Changchun Yatai               | 4–0          | Zhejiang Professional     |
| Shandong Taishan              | 1–0          | Nantong Zhiyun            |
| Meixian Qiuxiang              | 1–5          | Henan Songshan Longmen    |
| Dalian Pro                    | 2–1          | China sub-20              |
| Cangzhou Mighty Lions         | 5–1          | Zibo Cuju                 |
| Wuhan                         | 7–0          | Dandong Tengyue           |
| Hebei                         | 0–1          | Shaanxi Chang'an Athletic |
| Guangzhou City                | 1–1 (4–5 p.) | Chengdu Rongcheng         |
| Shanghái Shenhua              | 3–0          | Sichuan Minzu             |
| Qingdao                       | 3–2          | Kunshan                   |
| Beijing Guoan                 | 1–1 (2–3 p.) | Sichuan Jiuniu            |
| Shanghái Port                 | 1–0          | Xi'an Wolves              |

## Fase final

### Cuadro de desarrollo
|  | Octavos de final              | Octavos de final              | Octavos de final       |                        |                | Cuartos de final    | Cuartos de final    | Cuartos de final    | Cuartos de final    | Cuartos de final    |  |                        | Semifinales            | Semifinales         | Semifinales         | Semifinales         | Semifinales         |  |                  | Final              | Final              | Final              |  |
|  | 18 y 19 de octubre            | 18 y 19 de octubre            | 18 y 19 de octubre     |                        |                | 23 al 29 de octubre | 23 al 29 de octubre | 23 al 29 de octubre | 23 al 29 de octubre | 23 al 29 de octubre |  |                        | 2 al 7 de noviembre    | 2 al 7 de noviembre | 2 al 7 de noviembre | 2 al 7 de noviembre | 2 al 7 de noviembre |  |                  | 9 de enero de 2022 | 9 de enero de 2022 | 9 de enero de 2022 |  |
|  |                               |                               |                        |                        |                |                     |                     |                     |                     |                     |  |                        |                        |                     |                     |                     |                     |  |                  |                    |                    |                    |  |
|  |                               |                               |                        |                        |                |                     |                     |                     |                     |                     |  |                        |                        |                     |                     |                     |                     |  |                  |                    |                    |                    |  |
|  | Chengdu Rongcheng             | Chengdu Rongcheng             | 1                      |                        |                |                     |                     |                     |                     |                     |  |                        |                        |                     |                     |                     |                     |  |                  |                    |                    |                    |  |
|  | Chengdu Rongcheng             | Chengdu Rongcheng             | 1                      |                        |                |                     |                     |                     |                     |                     |  |                        |                        |                     |                     |                     |                     |  |                  |                    |                    |                    |  |
|  | Sichuan Jiuniu                | Sichuan Jiuniu                | 2                      |                        |                |                     |                     |                     |                     |                     |  |                        |                        |                     |                     |                     |                     |  |                  |                    |                    |                    |  |
|  | Sichuan Jiuniu                | Sichuan Jiuniu                | 2                      |                        | Sichuan Jiuniu | Sichuan Jiuniu      | 1                   | 0                   | 1 (5)               |                     |  |                        |                        |                     |                     |                     |                     |  |                  |                    |                    |                    |  |
|  |                               |                               |                        |                        | Sichuan Jiuniu | Sichuan Jiuniu      | 1                   | 0                   | 1 (5)               |                     |  |                        |                        |                     |                     |                     |                     |  |                  |                    |                    |                    |  |
|  |                               |                               | Henan Songshan Longmen | Henan Songshan Longmen | 1              | 0                   | 1 (6)               |                     |                     |                     |  |                        |                        |                     |                     |                     |                     |  |                  |                    |                    |                    |  |
|  | Henan Songshan Longmen        | Henan Songshan Longmen        | Henan Songshan Longmen | Henan Songshan Longmen | 1              | 0                   | 1 (6)               | 2                   |                     |                     |  |                        |                        |                     |                     |                     |                     |  |                  |                    |                    |                    |  |
|  | Henan Songshan Longmen        | Henan Songshan Longmen        |                        |                        |                |                     |                     |                     |                     |                     |  |                        |                        |                     |                     |                     |                     |  |                  |                    |                    |                    |  |
|  | Chongqing Liangjiang Athletic | Chongqing Liangjiang Athletic | 0                      |                        |                |                     |                     |                     |                     |                     |  |                        |                        |                     |                     |                     |                     |  |                  |                    |                    |                    |  |
|  | Chongqing Liangjiang Athletic | Chongqing Liangjiang Athletic | 0                      |                        |                |                     |                     |                     |                     |                     |  | Henan Songshan Longmen | Henan Songshan Longmen | 0                   | 2                   | 2                   |                     |  |                  |                    |                    |                    |  |
|  |                               |                               |                        |                        |                |                     |                     |                     |                     |                     |  | Henan Songshan Longmen | Henan Songshan Longmen | 0                   | 2                   | 2                   |                     |  |                  |                    |                    |                    |  |
|  |                               |                               | Shandong Taishan       | Shandong Taishan       | 1              | 4                   | 5                   |                     |                     |                     |  |                        |                        |                     |                     |                     |                     |  |                  |                    |                    |                    |  |
|  | Wuhan                         | Wuhan                         | Shandong Taishan       | Shandong Taishan       | 1              | 4                   | 5                   | 4                   |                     |                     |  |                        |                        |                     |                     |                     |                     |  |                  |                    |                    |                    |  |
|  | Wuhan                         | Wuhan                         |                        |                        |                |                     |                     |                     |                     |                     |  |                        |                        |                     |                     |                     |                     |  |                  |                    |                    |                    |  |
|  | Qingdao                       | Qingdao                       | 0                      |                        |                |                     |                     |                     |                     |                     |  |                        |                        |                     |                     |                     |                     |  |                  |                    |                    |                    |  |
|  | Qingdao                       | Qingdao                       | 0                      |                        | Wuhan          | Wuhan               | 0                   | 0                   | 0                   |                     |  |                        |                        |                     |                     |                     |                     |  |                  |                    |                    |                    |  |
|  |                               |                               |                        |                        | Wuhan          | Wuhan               | 0                   | 0                   | 0                   |                     |  |                        |                        |                     |                     |                     |                     |  |                  |                    |                    |                    |  |
|  |                               |                               | Shandong Taishan       | Shandong Taishan       | 2              | 1                   | 3                   |                     |                     |                     |  |                        |                        |                     |                     |                     |                     |  |                  |                    |                    |                    |  |
|  | Shandong Taishan              | Shandong Taishan              | Shandong Taishan       | Shandong Taishan       | 2              | 1                   | 3                   | 3                   |                     |                     |  |                        |                        |                     |                     |                     |                     |  |                  |                    |                    |                    |  |
|  | Shandong Taishan              | Shandong Taishan              |                        |                        |                |                     |                     |                     |                     |                     |  |                        |                        |                     |                     |                     |                     |  |                  |                    |                    |                    |  |
|  | Qingdao Youth Island          | Qingdao Youth Island          | 0                      |                        |                |                     |                     |                     |                     |                     |  |                        |                        |                     |                     |                     |                     |  |                  |                    |                    |                    |  |
|  | Qingdao Youth Island          | Qingdao Youth Island          | 0                      |                        |                |                     |                     |                     |                     |                     |  |                        |                        |                     |                     |                     |                     |  | Shandong Taishan | Shandong Taishan   | 1                  |                    |  |
|  |                               |                               |                        |                        |                |                     |                     |                     |                     |                     |  |                        |                        |                     |                     |                     |                     |  | Shandong Taishan | Shandong Taishan   | 1                  |                    |  |
|  |                               |                               | Shanghái Port          | Shanghái Port          | 0              |                     |                     |                     |                     |                     |  |                        |                        |                     |                     |                     |                     |  |                  |                    |                    |                    |  |
|  | Shaanxi Chang'an Athletic     | Shaanxi Chang'an Athletic     | Shanghái Port          | Shanghái Port          | 0              | 1                   |                     |                     |                     |                     |  |                        |                        |                     |                     |                     |                     |  |                  |                    |                    |                    |  |
|  | Shaanxi Chang'an Athletic     | Shaanxi Chang'an Athletic     |                        |                        |                |                     |                     |                     |                     |                     |  |                        |                        |                     |                     |                     |                     |  |                  |                    |                    |                    |  |
|  | Shanghái Port                 | Shanghái Port                 | 2                      |                        |                |                     |                     |                     |                     |                     |  |                        |                        |                     |                     |                     |                     |  |                  |                    |                    |                    |  |
|  | Shanghái Port                 | Shanghái Port                 | 2                      |                        | Shanghái Port  | Shanghái Port       | 3                   | 0                   | 3                   |                     |  |                        |                        |                     |                     |                     |                     |  |                  |                    |                    |                    |  |
|  |                               |                               |                        |                        | Shanghái Port  | Shanghái Port       | 3                   | 0                   | 3                   |                     |  |                        |                        |                     |                     |                     |                     |  |                  |                    |                    |                    |  |
|  |                               |                               | Dalian Pro             | Dalian Pro             | 0              | 0                   | 0                   |                     |                     |                     |  |                        |                        |                     |                     |                     |                     |  |                  |                    |                    |                    |  |
|  | Dalian Pro                    | Dalian Pro                    | Dalian Pro             | Dalian Pro             | 0              | 0                   | 0                   | 2                   |                     |                     |  |                        |                        |                     |                     |                     |                     |  |                  |                    |                    |                    |  |
|  | Dalian Pro                    | Dalian Pro                    |                        |                        |                |                     |                     |                     |                     |                     |  |                        |                        |                     |                     |                     |                     |  |                  |                    |                    |                    |  |
|  | Tianjin Jinmen Tiger          | Tianjin Jinmen Tiger          | 0                      |                        |                |                     |                     |                     |                     |                     |  |                        |                        |                     |                     |                     |                     |  |                  |                    |                    |                    |  |
|  | Tianjin Jinmen Tiger          | Tianjin Jinmen Tiger          | 0                      |                        |                |                     |                     |                     |                     |                     |  | Shanghái Port          | Shanghái Port          | 5                   | 1                   | 6                   |                     |  |                  |                    |                    |                    |  |
|  |                               |                               |                        |                        |                |                     |                     |                     |                     |                     |  | Shanghái Port          | Shanghái Port          | 5                   | 1                   | 6                   |                     |  |                  |                    |                    |                    |  |
|  |                               |                               | Shanghái Shenhua       | Shanghái Shenhua       | 1              | 1                   | 2                   |                     |                     |                     |  |                        |                        |                     |                     |                     |                     |  |                  |                    |                    |                    |  |
|  | Cangzhou Mighty Lions         | Cangzhou Mighty Lions         | Shanghái Shenhua       | Shanghái Shenhua       | 1              | 1                   | 2                   | 1                   |                     |                     |  |                        |                        |                     |                     |                     |                     |  |                  |                    |                    |                    |  |
|  | Cangzhou Mighty Lions         | Cangzhou Mighty Lions         |                        |                        |                |                     |                     |                     |                     |                     |  |                        |                        |                     |                     |                     |                     |  |                  |                    |                    |                    |  |
|  | Shenzhen                      | Shenzhen                      | 3                      |                        |                |                     |                     |                     |                     |                     |  |                        |                        |                     |                     |                     |                     |  |                  |                    |                    |                    |  |
|  | Shenzhen                      | Shenzhen                      | 3                      |                        | Shenzhen       | Shenzhen            | 0                   | 0                   | 0                   |                     |  |                        |                        |                     |                     |                     |                     |  |                  |                    |                    |                    |  |
|  |                               |                               |                        |                        | Shenzhen       | Shenzhen            | 0                   | 0                   | 0                   |                     |  |                        |                        |                     |                     |                     |                     |  |                  |                    |                    |                    |  |
|  |                               |                               | Shanghái Shenhua       | Shanghái Shenhua       | 1              | 0                   | 1                   |                     |                     |                     |  |                        |                        |                     |                     |                     |                     |  |                  |                    |                    |                    |  |
|  | Changchun Yatai               | Changchun Yatai               | Shanghái Shenhua       | Shanghái Shenhua       | 1              | 0                   | 1                   | 0                   |                     |                     |  |                        |                        |                     |                     |                     |                     |  |                  |                    |                    |                    |  |
|  | Changchun Yatai               | Changchun Yatai               |                        |                        |                |                     |                     |                     |                     |                     |  |                        |                        |                     |                     |                     |                     |  |                  |                    |                    |                    |  |
|  | Shanghái Shenhua              | Shanghái Shenhua              | 2                      |                        |                |                     |                     |                     |                     |                     |  |                        |                        |                     |                     |                     |                     |  |                  |                    |                    |                    |  |
|  | Shanghái Shenhua              | Shanghái Shenhua              | 2                      |                        |                |                     |                     |                     |                     |                     |  |                        |                        |                     |                     |                     |                     |  |                  |                    |                    |                    |  |
|  |                               |                               |                        |                        |                |                     |                     |                     |                     |                     |  |                        |                        |                     |                     |                     |                     |  |                  |                    |                    |                    |  |

### Octavos de final
| Equipo 1                  | Resultado | Equipo 2                      |
| ------------------------- | --------- | ----------------------------- |
| Changchun Yatai           | 0–2       | Shanghái Shenhua              |
| Dalian Pro                | 2–0       | Tianjin Jinmen Tiger          |
| Shandong Taishan          | 3–0       | Qingdao Youth Island          |
| Henan Songshan Longmen    | 2–0       | Chongqing Liangjiang Athletic |
| Cangzhou Mighty Lions     | 1–3       | Shenzhen                      |
| Wuhan                     | 4–0       | Qingdao                       |
| Shaanxi Chang'an Athletic | 1–2       | Shanghái Port                 |
| Chengdu Rongcheng         | 1–2       | Sichuan Jiuniu                |

### Cuartos de final
| Equipo 1               | Agr.         | Equipo 2       | Ida | Vuelta |
| ---------------------- | ------------ | -------------- | --- | ------ |
| Shandong Taishan       | 3–0          | Wuhan          | 2–0 | 1–0    |
| Henan Songshan Longmen | 1–1 (6–5 p.) | Sichuan Jiuniu | 1–1 | 0–0    |
| Shanghái Shenhua       | 1–0          | Shenzhen       | 1–0 | 0–0    |
| Dalian Pro             | 0–3          | Shanghái Port  | 0–3 | 0–0    |

### Semifinales
| Equipo 1         | Agr. | Equipo 2               | Ida | Vuelta |
| ---------------- | ---- | ---------------------- | --- | ------ |
| Shandong Taishan | 5–2  | Henan Songshan Longmen | 1–0 | 4–2    |
| Shanghái Shenhua | 2–6  | Shanghái Port          | 1–5 | 1–1    |

### Final
| 9 de enero de 2022 | Shandong Taishan | 1 – 0   | Shanghái Port | Fenghuangshan Football Stadium, Chengdu                         |                                                                 |
| 19:30 (UTC+8)      | Jadson 82'       | Reporte |               | Asistencia: 0 espectadores Árbitro(s): Wang Zhe VAR: Shi Zhenlu | Asistencia: 0 espectadores Árbitro(s): Wang Zhe VAR: Shi Zhenlu |

|                                       |
| Bandera de la República Popular China |
| Campeón Shandong Taishan 7.º título   |